# Guvernanță
Guvernanța (din franceză gouverner, latină gubernare, greacă κυβερνάω) reprezintă totalitatea proceselor și acțiunilor – fie ele legi, norme, autoritate sau limbaj – pe care le exercită o unitate politică-socială a unei societăți organizate asupra unui sistem social (familie, trib, organizație formală sau informală, teritoriu).
Guvernanța este modul în care regulile, normele și acțiunile sunt structurate, reglementate, aplicate și trase la răspundere. Ca atare, guvernanța poate lua felurite forme, cu motivări diferite și rezultate diferite. De exemplu, ea poate opera ca o democrație în care cetățenii votează cine să guverneze, scopul fiind bunul public, pe când într-o corporație ea poate fi condusă de un mic consiliu de administrație și poate urmări scopuri mai specifice. O varietate de factori externi fără putere decizională pot influența procesul de guvernanță. Acestea includ lobbies, think tanks, partide politice, organizații neguvernamentale, comunități și media.